# Komunikant

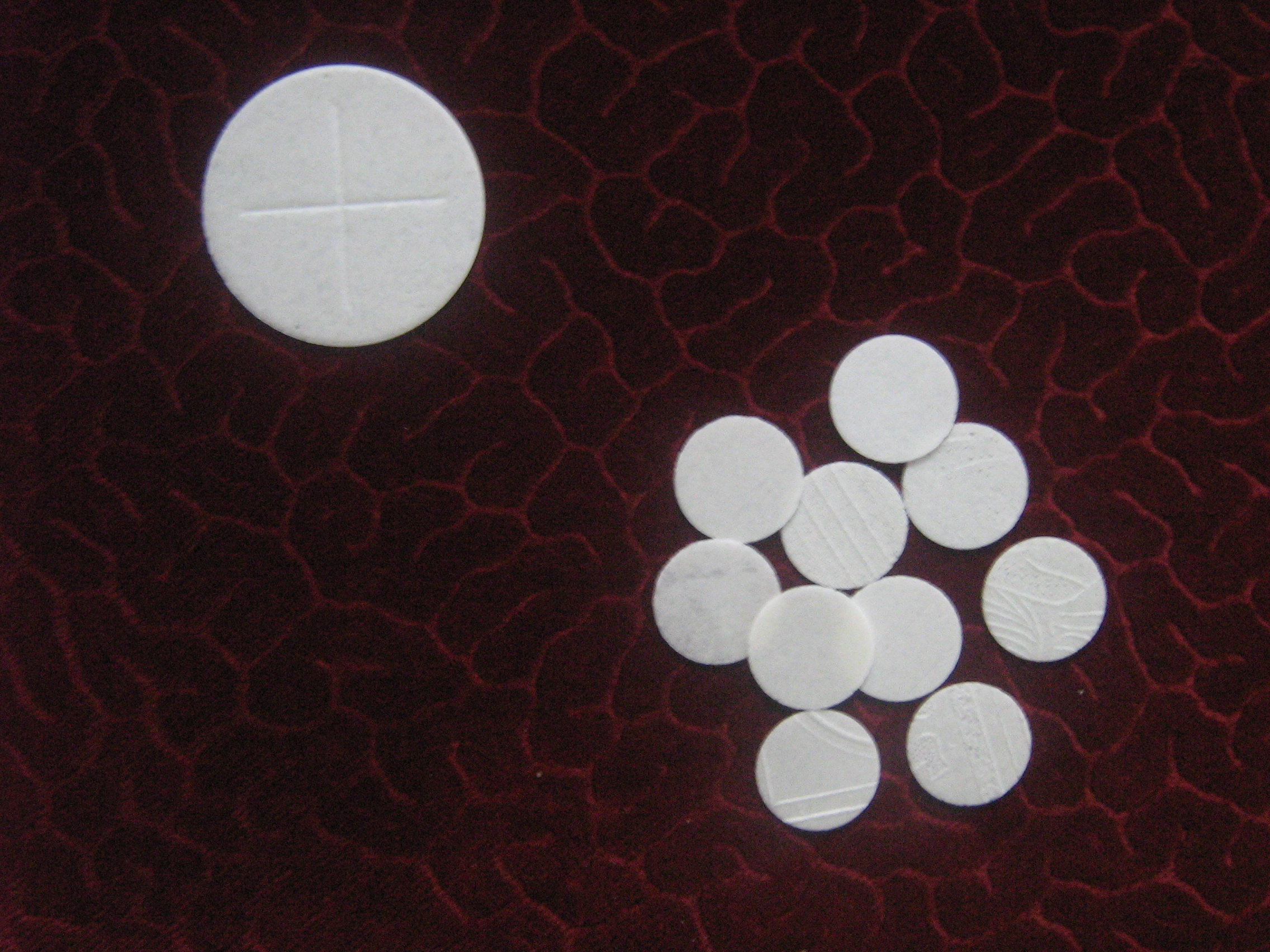
Hostia i komunikanty

Komunikant (łac. communicans – dzielący się z kimś) – w chrześcijaństwie mała hostia; wypiekany jest z mąki i wody. Po konsekracji staje się Komunią Świętą. 
W Kościele katolickim po przeistoczeniu, jako postacie eucharystyczne, komunikanty przechowywane są w puszkach (cyboriach) w tabernakulum, aby zanosić komunię chorym do domów i adorować Najświętszy Sakrament w kościele.
W Kościele ewangelicko-augsburskim komunikant uważany jest za ciało Chrystusa pod postacią chleba wyłącznie podczas udzielania Sakramentu Wieczerzy Pańskiej.